# Кабульский университет
Кабульский университет — университет в Кабуле. Первоначально создан в 1932 году Мухаммедом Надир-шахом в качестве медицинского колледжа. В 1946 году, с появлением новых факультетов, колледж был преобразован в университет. В 1964 при поддержке США были возведены его учебные кампусы. По состоянию на 1976 год, в университете обучалось 9000 студентов.

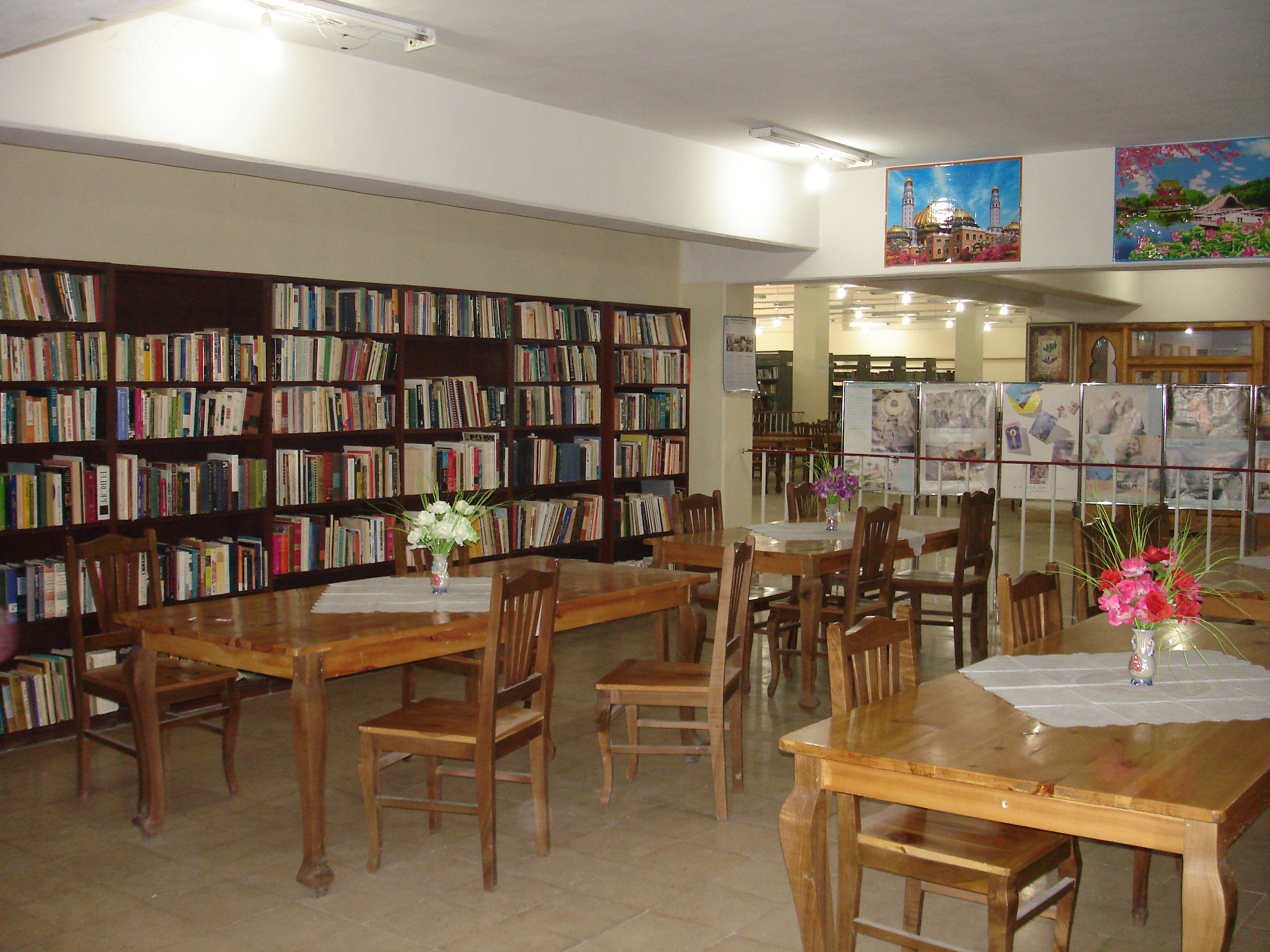

## Факультеты

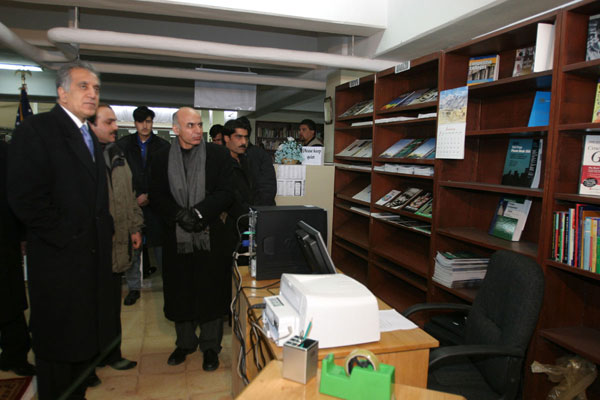
Залмай Халилзад и Ашраф Гани в университетской библиотеке, 2005 год

Кабульский университет имеет 14 факультетов:
- сельскохозяйственный;
- экономический;
- фармакологический;
- исламский;
- права;
- филологии и литературы;
- научный;
- информатики;
- технический;
- журналистики;
- ветеринарный;
- социальных наук;
- психологии;
- географический;
- художественный.